# Qulsary
Qulsary (kasachisch Құлсары; russisch Кульсары Kulsary) ist eine Stadt im westlichen Kasachstan.

## Geografie
Qulsary befindet sich 230 km östlich der Gebietshauptstadt Atyrau im Gebiet Atyrau im Westen Kasachstans. Die Umgebung ist Teil der Kaspischen Senke und befindet sich unter dem Meeresspiegel. In der Region finden sich vor allem salzhaltige Böden, was auch zur Entstehung von Erdölvorkommen geführt hat. Einige Kilometer nördlich der Stadt durchfließt der Emba die Gegend; von diesem zweigt etwas östlich von Qulsary der Nebenarm Qursai ab, der durch die Stadt fließt und am westlichen Stadtrand den See Qamysköl mit Wasser speißt.
Qulsary besitzt ein Steppenklima, was der effektiven Klimaklassifikation BSk entspricht. Die Jahresdurchschnittstemperatur beträgt 10,9 °C und die jährliche Niederschlagsmenge beläuft sich auf 224 mm. Die Sommer sind sehr trocken und weisen sehr wenig Niederschlag auf, die Wintermonate sind kalt.

## Geschichte
Die Stadt wurde im Jahr 1939 mit Beginn der Ölförderung in der Region gegründet. Der Name leitet sich von Qulsary batyr ab, einem kasachischen Kämpfer, der der Legende nach in der Gegend geboren wurde. Der Ort war zuerst nur ein kleines Dorf mit einem Erdöllager. Mit dem Bau der Eisenbahnlinie gab es einen wirtschaftlichen Aufschwung.
2001 bekam Qulsary die Stadtrechte verliehen. 2002 wurden die Bewohner des Dorfes Saryqamys nach Qulsary und Schanga Qaraton umgesiedelt. Die kasachische Regierung hatte zuvor wegen der starken Verschlechterung der Umweltsituation infolge von Unfällen und geplanten Emissionen der Erdölförderung von Tengizchevroil die Räumung des Ortes angeordnet.
Im April 2024 wurde Qulsary von schweren Überschwemmungen verwüstet als der Fluss Emba über die Ufer trat. Fast 3000 Häuser in der Stadt wurden überschwemmt, etwa 35.000 Einwohner wurden von den Behörden aus der Stadt in andere Landesteile evakuiert. Im Anschluss an die Überschwemmungen kam es zu größeren Protesten der Einwohner gegen die Behörden und die kasachische Regierung. Über mehrere Tage hinweg versammelten sich mehrere Hundert Menschen vor dem Gebäude der Stadtverwaltung und forderten eine höhere Entschädigung für den Wiederaufbau.

## Bevölkerung
Die Volkszählung 1999 ergab für den Ort eine Bevölkerung von 38.518 Menschen. Bei der Volkszählung im Jahr 2009 hatte Qulsary 51.097 Einwohner. Bei der letzten Volkszählung 2021 lebten 64.458 Menschen in Qulsary. Zum 1. Januar 2025 ergab die Fortschreibung der Bevölkerungszahlen eine Einwohnerzahl von 64.860 Menschen.
| Einwohnerentwicklung               | Einwohnerentwicklung | Einwohnerentwicklung | Einwohnerentwicklung | Einwohnerentwicklung | Einwohnerentwicklung | Einwohnerentwicklung |
| 1959                               | 1970                 | 1979                 | 1989                 | 1999                 | 2009                 | 2021                 |
| ---------------------------------- | -------------------- | -------------------- | -------------------- | -------------------- | -------------------- | -------------------- |
| 12,749                             | 16.427               | 19.731               | 32.652               | 38.518               | 51.097               | 64.458               |
| Anmerkung: Volkszählungsergebnisse |                      |                      |                      |                      |                      |                      |

## Wirtschaft und Verkehr
Qulsary besitzt einen Bahnhof auf der Eisenbahnstrecke Maqat-Türkmenabat (Westturanische Magistrale). In Qulsary zweigt davon eine Nebenstrecke zum Ölfeld Tengiz ab. Durch die Stadt verläuft die Fernstraße A33. Auf dieser gelangt man in nördlicher Richtung nach Dossor, in Richtung Süden führt sie über Beineu bis nach Aqtau.
Wichtigster Industriezweig ist die Erdölförderung.

## Söhne und Töchter der Stadt
- Schäkir Keikin (* 1970), Politiker
- Qadyrschan Adinow (* 1991), Politiker